# Илиберална демократија
Илиберална демократија (енгл. illiberal democracy) јесте термин којим се описује стање друштва у ком још увек постоји владавина права и у ком и даље формално постоје демократске институције, али оне не функционишу онако као су замишљене.
Џејмс Гибсон, професор политичких наука на Универзитету Вашингтон у Сент Луису, дефинише илибералну демократију као политички систем заснован на правилима већине (исто важи и за либералну демократију) у којем је, за разлику од либералне демократије, поштовање права мањина на јако ниском нивоу. За разлику од класичне диктатуре, у систему илибералне демократије постоје демократске институције, одржавају се избори, дозвољене су демонстрације против власти, међутим не постоји стварни плурализам избора јер власт управља системом служећи се контролом над медијима и изборним законодавством.
Као примјер државе у којој је успостављен систем илибералне демократије често се наводи Русија и Мађарска, после доласка на власт странке Фидес предвођене Виктором Орбаном.